# Drosophila fluminensis
Drosophila fluminensis este o specie de muște din genul Drosophila, familia Drosophilidae, descrisă de Vilela și Bachli în anul 2004. Conform Catalogue of Life specia Drosophila fluminensis nu are subspecii cunoscute.